# Иръёлья
Иръёлья (Иръелья) — река в России, почти на всём протяжении течёт по территории южной части Лешуконского района Архангельской области. Левый приток реки Вашка.
Длина реки составляет 15 км.
Исток находится у северной окраины болота Качкаранское на границе Удорского района Республики Коми. Течёт по лесной болотистой местности. Генеральным направлением течения является северо-восток — север.

## Данные водного реестра
По данным государственного водного реестра России относится к Двинско-Печорскому бассейновому округу, водохозяйственный участок реки — Мезень от истока до водомерного поста у деревни Малонисогорская. Речной бассейн реки — Мезень.
Код объекта в государственном водном реестре — 03030000112103000048167.